# Chelyocarpus
Genre
Classification phylogénétique
Espèces de rang inférieur
- Chelyocarpus chuco
- Chelyocarpus dianeurus
- Chelyocarpus repens
- Chelyocarpus ulei

Chelyocarpus est un genre de palmiers de la famille des Arecaceae natif de l'Amérique du Sud. Il contient les 4 espèces suivantes :

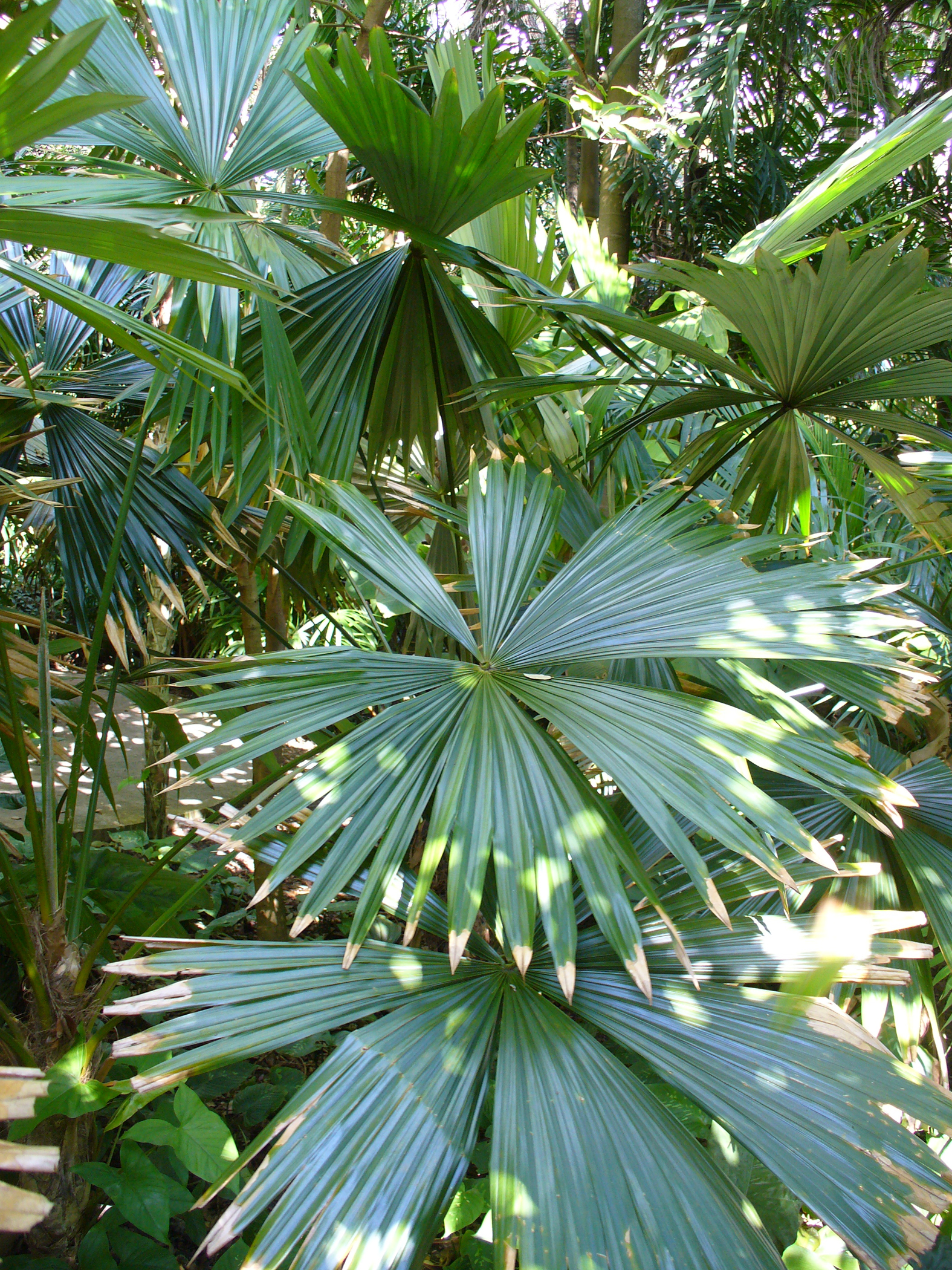
Chelyocarpus ulei.

- Chelyocarpus chuco
- Chelyocarpus dianeurus
- Chelyocarpus repens
- Chelyocarpus ulei

## Classification
- Famille des Arecaceae
  - Sous-famille des Coryphoideae
    - Tribu des Cryosophileae [1]

Le genre partage cette tribu avec 10 autres genres qui sont :

Schippia, Trithrinax, Sabinaria, Itaya, Cryosophila, Thrinax, Leucothrinax, Hemithrinax, Zombia et Coccothrinax.